# Alex Szőke
Alex Gergo Szőke, född 3 mars 2000, är en ungersk brottare som tävlar i grekisk-romersk stil.

## Karriär
Vid EM 2025 i Bratislava tog Szőke brons i 97 kg-klassen efter en walkover mot armeniske Artur Aleksanjan i bronsmatchen.